# 헤더 베르흐스마

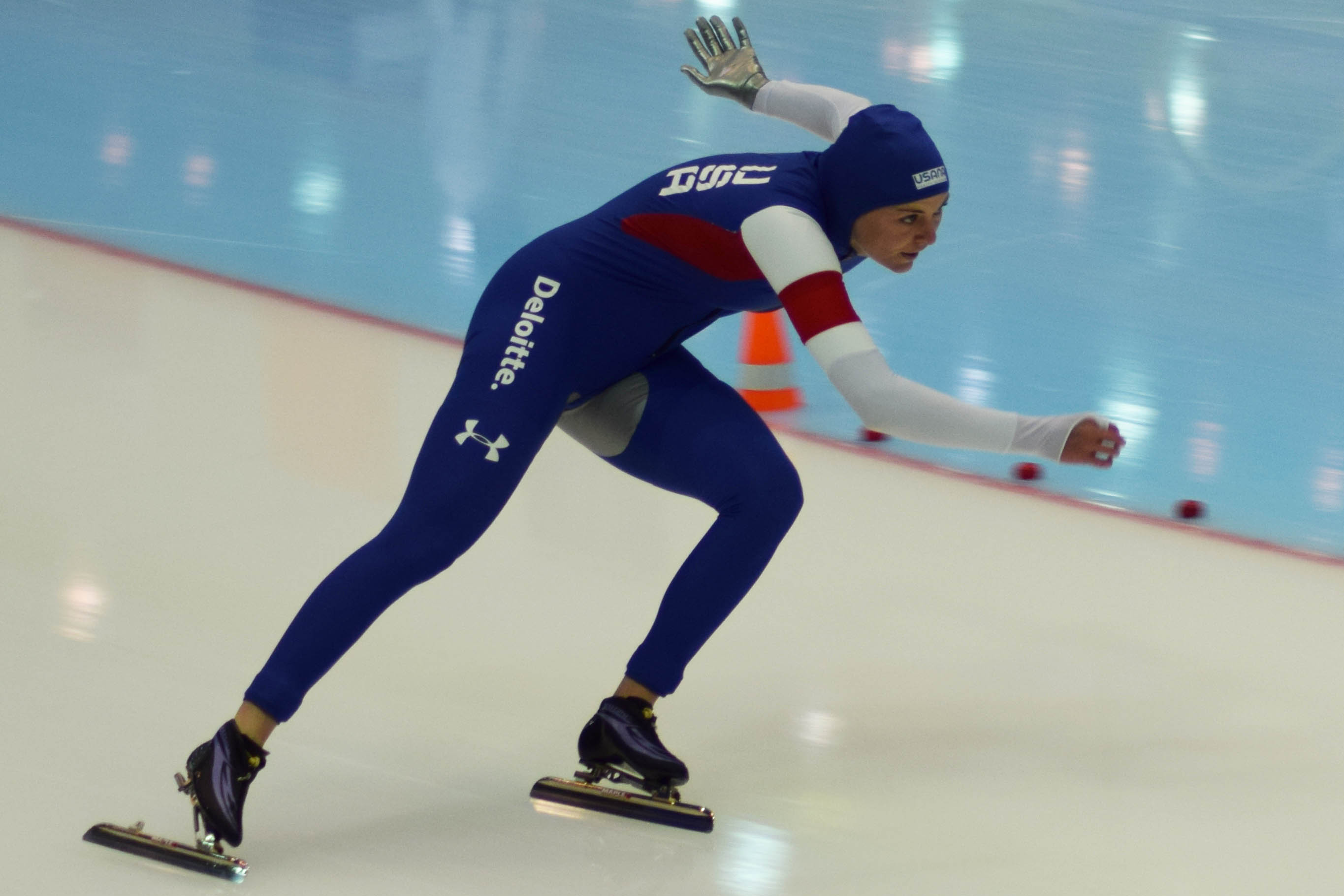
헤더 베르흐스마

헤더 베르흐스마(영어: Heather Bergsma, 1989년 3월 20일~)은 미국의 여자 스피드 스케이팅 선수이다.
노스캐롤라이나주 출신이며, 단거리 전문 선수로 2010년 동계 올림픽에 참가했다. 2013년 세계 스프린트 스피드 스케이팅 선수권 대회에서 500m와 1000m에서 고르게 좋은 성적을 내어, 위징과 이상화를 제치고 우승하였다.
2015년 네덜란드의 스피드 스케이팅 선수 요릿 베르흐스마와 결혼하였다.